# Richard Noble
Richard James Anthony Noble, OBE (nascido em 6 de março de 1946), é um empresário e ex-piloto de automóveis de alta velocidade escocês que atuou como diretor do projeto ThrustSSC.

## Biografia
Noble nasceu em Edimburgo no dia 6 de março de 1946. Frequentou o Winchester College e, posteriormente, tornou-se um piloto de automóveis com qualificação.
Em 1983, Noble conduziu o Thrust2 e estabeleceu, até então, o recorde de velocidade em terra de 1 019 km/h no deserto de Black Rock. No ano seguinte, projetou um modelo de avião leve equipado com motor Hewland AE75, batizado como ARV Super2, com cerca de quarenta unidades fabricadas.
Na década de 1990, liderou o projeto ThrustSSC, veículo conduzido pelo piloto da Força Aérea Real Britânica, Andy Green, atingindo 1 221 km/h (Mach 1,02) e superando o recorde anterior de 1983.
Anos mais tarde, participou do projeto Bloodhound SSC, com o objetivo de ultrapassar 1 600 km/h, permanecendo diretor do projeto e da Bloodhound Education Ltd., mesmo diante das dificuldades financeiras ao longo do projeto.
No âmbito aeronáutico, desenvolveu o Farnborough F1, um monomotor de turbopropulsão e asa baixa, com capacidade para seis passageiros. O protótipo efetuou seu primeiro voo em 2006 e posteriormente recebeu o nome Kestrel K-350.

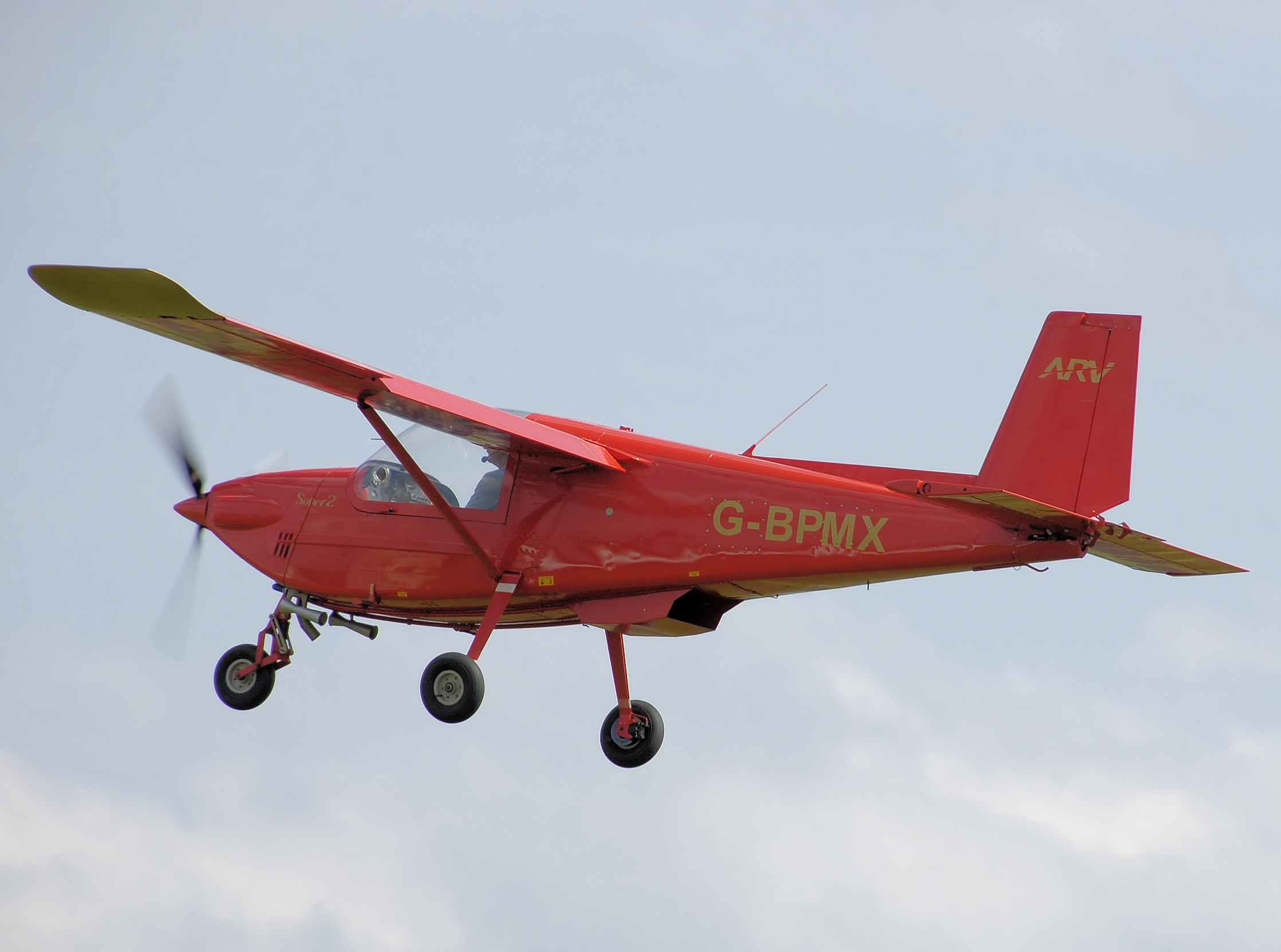
ARV Super2 com motor Hewland AE75, projetado por Richard Noble.

Em 1998, publicou sua autobiografia, intitulada Thrust: The Remarkable Story of One Man's Quest for Speed.